# سانت تودي (كورنوال)
سانت تودي (بالإنجليزية: St Tudy)‏ هي قرية و أبرشية مدنية تقع في المملكة المتحدة في إنجلترا.

## أعلام
- أوسكار كيمبثورن
- إدوارد جورج